# Russula aerina
Russula aerina ist ein Pilz aus der Familie der Täublingsverwandten (Russulaceae). Aufgrund ihrer Seltenheit wird die Art in der Literatur kaum behandelt.

## Merkmale

### Makroskopische Merkmale
Der Hut ist bronzefarben, olivbraun oder olivgrün und in der Mitte fleischfarben getönt. Er ist oft buntscheckig und besitzt kein körniges Pigment. Er wird bis zu 10 Zentimeter breit. Der Stiel ist weiß und verfärbt sich an der Basis ein wenig braun. Die Oberfläche ist schwach bereift. Er wird bis zu 5 Zentimeter lang und 1,5 Zentimeter dick. Die Lamellen sind dünn und rahmgelb gefärbt. Sie stehen etwas gedrängt. Das Fleisch ist weiß und fest. Es riecht schwach fruchtig und schmeckt mild.

### Mikroskopische Merkmale
Die Sporen messen 7–9,5 × 6–8 Mikrometer. Auf der Oberfläche befinden sich dünne, lange Stacheln. Die Wimpern der Huthaut sind 2 bis 5 Mikrometer dick, langästig und gabelig. Zystiden sind auf dem Hut zahlreich vorhanden. Sie sind ein- bis dreizellig und messen 50–120 × 4–7 Mikrometer.

## Verbreitung
Russula aerina ist in Europa in Frankreich (Bretagne), Deutschland, Österreich und Tschechien (Brünn) verbreitet. In Deutschland liegt die einzige Fundstelle in Baden-Württemberg im Schönbuch. Die Art gilt als extrem selten.

## Bedeutung
Russula aerina ist essbar, sollte aber wegen ihrer Seltenheit geschont werden.